# 楠町 (神戸市)
楠町（くすのきちょう）は、兵庫県神戸市中央区の町名の一つ、同区西端の大倉山と呼ばれている一帯である。住居表示実施地域であり、一～八丁目がある。郵便番号は650-0017。

## 地理

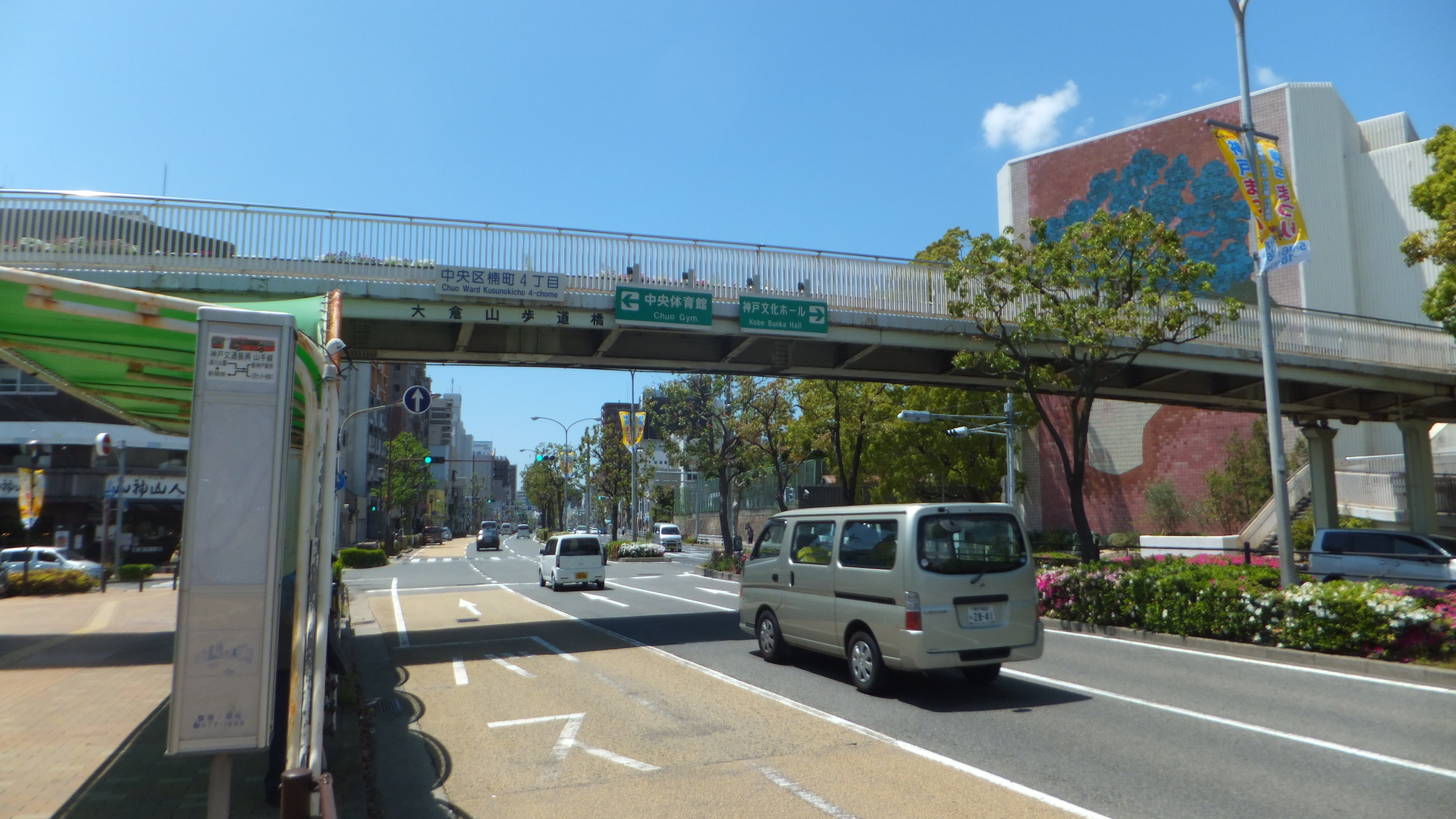
楠町の街並み

旧生田区（現在は中央区）西端部に位置し、兵庫区と接する。
国道428号を西の境とし、山手幹線の南北に広がる。
かつて坂本村と呼ばれていた地域の一部と荒田村の一部と安養寺山（現在の大倉山）から成る。大倉山は、楠町7丁目に属する。
町内には、神戸大学医学部附属病院、神戸大学楠キャンパス、神戸市立湊翔楠中学校、神戸文化ホール、神戸市立中央体育館、神戸市立中央図書館、大倉山公園があり、病院・教育文化施設の集積する地域となっている。
”神戸駅・大倉山都市景観形成地域”の”大倉山ゾーン”（楠町を含む複数の町にまたがる）を形成する。
東は北から順に中山手通・下山手通、南は東から順に北長狭通・橘通・多聞通、西は南から順に兵庫区西上橘通・荒田町、北は西から順に兵庫区下祇園町・馬場町に接する。

### 地価
住宅地の地価は、2014年（平成26年）1月1日の公示地価によれば、楠町1-10-10の地点で23万9000円/m2となっている。

## 歴史
兵庫坂本村・荒田村の一部から明治28年に成立。はじめ七丁目まで。昭和6年（1931年）から湊東区、昭和20年（1945年）から生田区、昭和55年（1980年）から中央区へ所属。町名の楠は、楠木正成公(楠町の南に隣接する湊川神社の祭神)に由来する 。『西摂大観』によれば楠木正成の菩提寺・広厳寺があり、俗に楠寺と称していたことによるとも。

### 沿革
- 明治5年（1872年）、坂本村に湊川神社創建。町名の由来となった楠公が祭神として祭られる。
- 明治12年（1879年1月8日）、郡区町村編制法に基づき、八部郡神戸町・兵庫町・坂本村が合併して神戸区となる。（神戸市行政区域の変遷より）
- 明治22年（1889年4月1日）、市制施行、神戸区・八部郡荒田村・菟原郡葺合村が合併して神戸市が誕生する。（神戸市行政区域の変遷より）

　　このときは、兵庫坂本村及び八部郡 荒田村 。
- 明治24年（1891年）、神戸市細見全図には、「坂本村」と「安養寺山」＝現在の大倉山が分けて画かれている[6] 。
- 明治28年（1895年）、兵庫坂本村・荒田村の一部から楠町成立。
- 明治33年（1900年）、神戸下山手通から県立神戸病院（現・神戸大学医学部附属病院）が七丁目に移転。橘通一丁目から県立神戸商業学校が七丁目に移転（大正8年（1919年）武庫郡西灘村へ移転。
- 明治43年（1910年）、広厳寺前にあった坂本村の氏神だった六宮神社を道路拡張のため八宮神社へ合祀、橘通一丁目から当町三丁目に八宮神社が移転。
- 明治44年（1911年）、大倉山公園開園。
- 明治45年（1912年）、私立湊東女学校を前身として市立湊東女子技芸学校が開校。
- 大正2年（1913年）、宇治川町を編入、八丁目ができる。神戸電気鉄道（後の神戸市電）平野線開通。
- 大正6年（1917年）、大倉山公園公園内に展望台・運動場を建設。港東女子技芸学校が市立女子技芸学校と改称。
- 大正10年（1921年）、神戸市立図書館が新築移転。
- 大正11年（1922年）、市電山手上沢線、大倉山楠公前線開通。市立女子技芸学校廃校。市立第二高等女学校（現・神戸市立須磨高等学校）設立。
- 大正12年（1923年）、市立女子商業学校が六丁目に新築移転
- 昭和19年（1944年）、第二高等女学校、灘区へ移転。市立女子商業学校が北長狭通四丁目へ移転。
- 昭和20年（1945年）、兵庫区下祇園町へ一部編入。
- 昭和40年（1965年）、神戸市立中央体育館開館。
- 昭和43年（1968年）、市電平野線廃止。
- 昭和44年（1969年）、市電上沢線、大倉山楠公前線廃止。
- 昭和48年（1973年）、神戸文化ホール開館
- 昭和56年（1981年）、神戸市立中央図書館新館開館。
- 昭和58年（1983年）、神戸市営地下鉄大倉山駅開業。

## 人口統計
- 平成17年国勢調査（2005年10月1日現在）での世帯数1,493、人口2,696、うち男性1,218人、女性1,478人[7]。
- 昭和63年（1988年）の世帯数1,356・人口3,203[8]。
- 昭和35年（1960年）の世帯数1,646・人口6,882[8]。
- 大正9年（1920年）の世帯数2,833・人口12,511[8]。
- 明治34年（1901年）の戸数1960・人口8,436[8]。

## 出身・ゆかりのある人物
- 大前雅裕（政治家） - 神戸市会議員（日本共産党）[9] - 事務所が楠町1丁目にある[9]。